# Daewoo Tosca
O Daewoo Tosca é um automóvel sedan produzido pela GM Daewoo na Coreia do Sul e comercializado mundialmente pela General Motors como Chevrolet Epica, Chevrolet Tosca e Holden Epica. Ele substituiu o Daewoo Magnus e seus modelos derivados.